# 1317 Silvretta
Az 1317 Silvretta (ideiglenes jelöléssel 1935 RC) a Naprendszer kisbolygóövében található aszteroida. Karl Wilhelm Reinmuth fedezte fel 1935. szeptember 1-én, Heidelbergben.